# 共產主義者同盟 (日本)
共产主义者同盟（日语：／），簡称共产同（共産同）或崩得（ブント，意为“同盟”），是日本历史上的一个新左翼组织。

## 历史
1958年12月由反对日本共产党放弃武装斗争的学生党员结成，其前身是学生组织社会主义学生同盟（社学同）。在1960年代后半，共产主义者同盟成为日本学园斗争和安保斗争的新左派鬥爭行動的领导之一。1970年代后，共产同分裂为数个互不隶属的独立组织。